# Flabellopora irregularis
Flabellopora irregularis är en mossdjursart som beskrevs av Ferdinand Canu och Ray Smith Bassler 1929. Flabellopora irregularis ingår i släktet Flabellopora och familjen Biporidae. Inga underarter finns listade i Catalogue of Life.